# جنتلمن (فیلم ۱۹۹۴)
جنتلمن (انگلیسی: The Gentleman) فیلمی هندی است که در سال ۱۹۹۴ منتشر شد.